# Olav Sunde
Olav Sunde (Oslo, 17 agosto 1903 – Oslo, 10 novembre 1985) è stato un giavellottista norvegese.

## Palmarès

### Olimpiadi
- Bronzo a Amsterdam 1928 nel lancio del giavellotto.